# Der auferstandene Christus (Michelangelo)

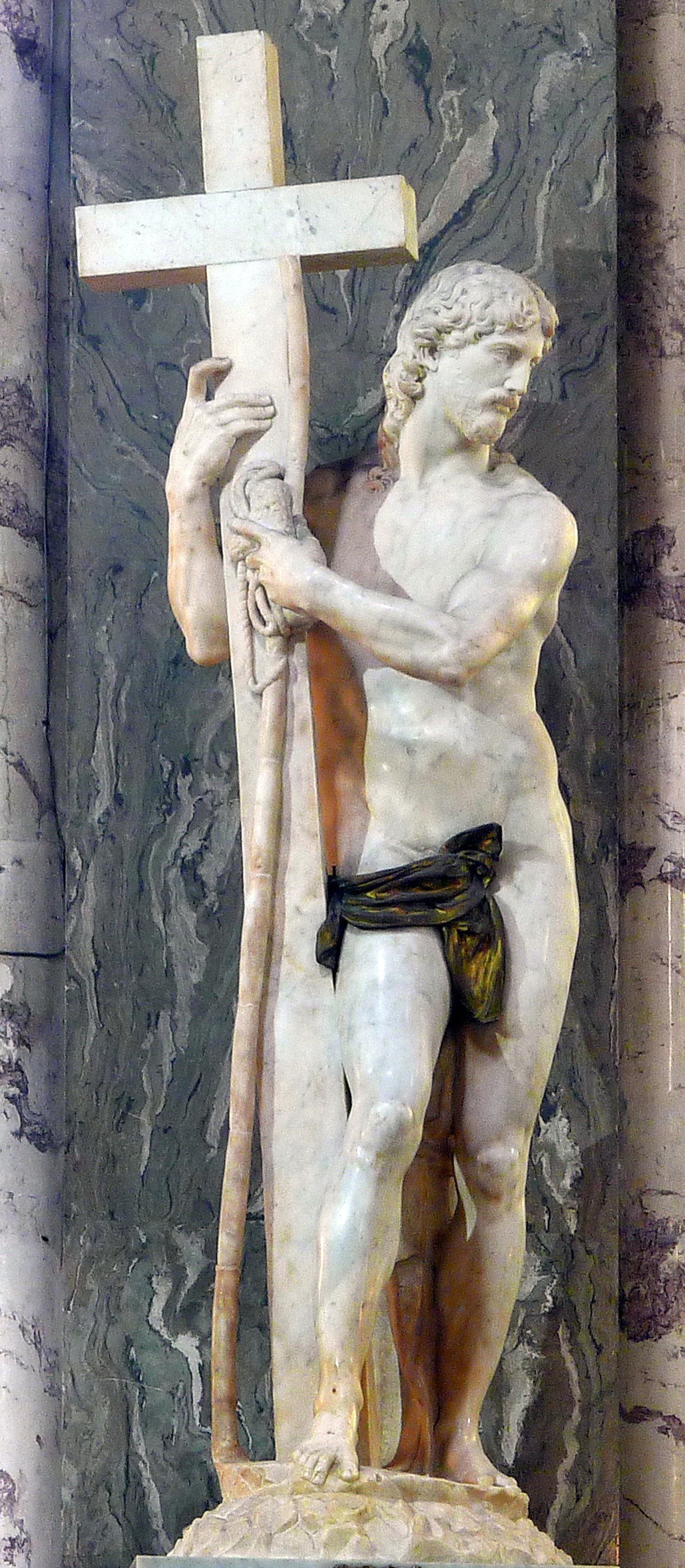
Der auferstandene Christus in Santa Maria sopra Minerva

Der auferstandene Christus ist eine Skulptur von Michelangelo Buonarroti, um 1520 geschaffen und in der Kirche Santa Maria sopra Minerva in Rom aufgestellt. Sie gilt als eines der Hauptwerke Michelangelos und ist eines der bedeutendsten Kunstwerke der italienischen Renaissance. Das Werk ist in zwei Fassungen erhalten.

## Die Stifterin und der Auftrag an Michelangelo
Die Stifterin Marta Porcari stammte aus einer wohlhabenden, alteingesessenen römischen Familie, die über enge Beziehungen in den Vatikan, insbesondere zu Papst Alexander VI., als auch zu der in Rom vertretenen Medici-Familie verfügte. Die Porcari sind seit dem 13. Jahrhundert im Rione Pigna nachweisbar, wo sie über umfangreichen Immobilienbesitz verfügten. Ab dem 15. Jahrhundert fanden Mitglieder der Familie Porcari ihre letzte Ruhestätte in der Dominikanerkirche Santa Maria sopra Minerva. Eine eigene Grabkapelle in dieser Kirche erwarb Girolamo Porcari († 19. Oktober 1503) und ließ sie dem hl. Hieronymus, seinem Namenspatron (ital. Girolamo) weihen. Sie befand sich im linken Seitenschiff, neben dem heute verschlossenen Zugang zum Kreuzgang.
Marta Porcari verstarb im Juni 1512, vermutlich 37-jährig und ohne direkte Nachfahren. In ihrem Testament vom 18. Februar 1512 verpflichtete sie ihre beiden Neffen, Pietro Paolo Castellani und Metello Vari, die sie unter der Bedingung zu ihren Universalerben machte, in Santa Maria sopra Minerva einen Altar für ihre Grablege errichten zu lassen. Die gestalterische Ausführung überließ sie ihren Erben. „Dem errungenen gesellschaftlichen Anstieg ein Denkmal zu setzen, mag nicht zuletzt das treibende Motiv hinter Martas Altarstiftung gewesen sein“. Am 14. Juni 1514 schlossen die beiden Erben sowie der Kanoniker Bernardo Cenci als Testamentsvollstrecker einen Vertrag mit Michelangelo, der innerhalb von vier Jahren, bis Juni 1518, die Ausführung einer Marmorskulptur, darstellend einen Christus lebensgroß, stehend und nackt, mit einem Kreuz im Arm in jener Haltung, entsprechend der Vorstellung des genannten Michelangelo vorsah. Michelangelo sollte dafür 200 Golddukaten erhalten. Die beiden Erben verpflichteten sich zusätzlich 30 Dukaten aus dem eigenen Vermögen beizusteuern, die wahrscheinlich für eine rahmende Ädikula vorgesehen waren.
Wie genau und über wen der Kontakt zu dem 39-jährigen Künstler zustande kam, der an dem Monumentalwerk des Grabmals für Papst Julius II. verpflichtet war, ist nicht erhalten – möglicherweise kam dieser über die den Dominikanern verbundene Medici-Familie zustande, die auch Auftraggeber von Michelangelo waren.
Der eine der Erben, Paolo Castellani, verstarb bereits 1519, sodass die Verantwortung für die endgültige Fertigstellung alleine von Metello Vari wahrgenommen werden musste. Der Auftrag ist in zahlreichen Notizen, einer Zeichnung Michelangelos und Dokumenten zu Transport und Gehilfenrechnungen dokumentiert. In mehr als 68 Briefen, die zwischen Juni 1516 und August 1532 verfasst wurden – allein davon in 25 Briefen von Metello an Michelangelo – ist das Kunstwerk Gegenstand der Korrespondenz, da es bei der Ausführung, der Terminierung und der Abrechnung zu zahlreichen Problemen kam.

## Erste Fassung – Der Christus von Bassano Romano

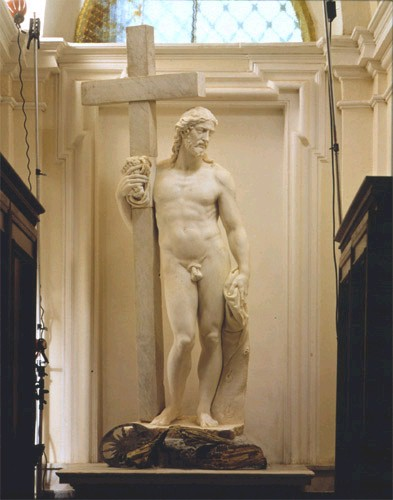
Der Christus von Bassano Romano

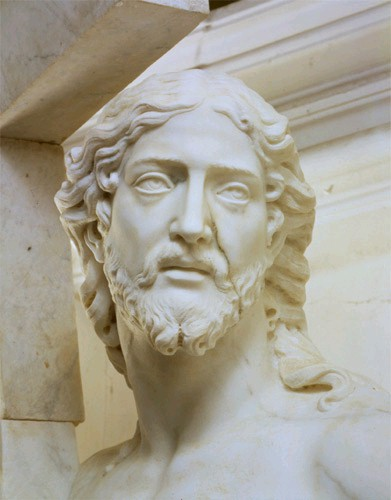
Die schwarze Ader

Michelangelo begann 1514 mit dem Christus an einem Block aus Carrara-Marmor, der möglicherweise aus dem Grabmal Julius II. stammte und aufgrund der Reduzierung auf ein Wandgrab überzählig geworden war. Zu seiner großen Enttäuschung zeigte sich bereits 1515 im Zuge der Arbeiten eine markante schwarze Ader im Marmor, genau an der Stelle, wo das Gesicht vorgesehen war. Er ließ die Arbeit unvollendet in seiner Werkstatt, widmete sich wieder den Arbeiten am Julius-Grab, die er entgegen den vertraglichen Vereinbarungen nicht hätte unterbrechen dürfen, und arbeitete weiter an der zentralen Figur des Moses. 1516 kehrte er nach Florenz zurück, das er erst wieder 1534 für die Arbeit am Fresko Das jüngste Gericht in der Sixtinischen Kapelle verlassen sollte.
Nach der Enthüllung der zweiten Fassung des Christus in der Minerva schenkte er im Januar 1521 die unvollendete Skulptur Metello Vari, der sich intensiv darum bemüht hatte. Im Gegenzug schenkte dieser Michelangelo als Zeichen des Dankes und der Anerkennung ein Fohlen und stellte das unvollendete Werk in seinem Garten auf. Der Gelehrte Ulisse Aldrovandi sah sie dort 1556 und beschrieb sie: „In einem kleinen Hof bzw. Gärtchen ist ein nackter Christus mit dem Kreuz an der rechten Seite zu sehen, nicht fertig gestellt wegen einer Ader, die man im Marmor des Gesichtes entdeckte; ein Werk des Michelangelo; er schenkte sie dem Metello. Eine weitere, dieser ähnlich, befindet sich jetzt in der Minerva“.
Über den weiteren Verbleib dieser ersten, unvollendeten Fassung des Werkes gab es bis vor wenigen Jahren nur vage Hinweise: 1607 gelangte die Skulptur auf den Antiken-Markt. Vom Maler Passignano aufmerksam gemacht, erwarb Michelangelo Buonarroti der Jüngere, ein Großneffe Michelangelos, die nur teilweise bearbeitete Statue. 1618 erwog Kardinal Maffeo Barberini, der spätere Papst Urban VIII., ebenfalls nach einem Hinweis Passignanos, das Werk anzukaufen. Der Mäzen und Kunstkenner, Marchese Vincenzo Giustiniani dürfte dem Kardinal allerdings zuvorgekommen sein. Er erwarb die Skulptur als Bereicherung seiner bereits umfangreichen Galerie von antiken Statuen und ließ sie vollenden. Möglicherweise ist die Vollendung der Skulptur durch den jungen Gian Lorenzo Bernini erfolgt. 1638, nach dem Tod des Marchese, ist sie jedenfalls im Inventar der Sammlung Giustiniani verzeichnet. 1644 wurde sie von Rom in die Kirche San Vincenzo in Bassano Romano überführt, wo sie bis 1970, gerahmt durch eine Ädikula, den Hochaltar zierte. Die Kirche war von Giustiniani ca. 1621 errichtet worden und zählte zu seinen Besitztümern im nördlichen Latium. Ab 1979 war die Figur in der Sakristei der Kirche aufgestellt und seit 2001, nach ihrer Wiederentdeckung, befindet sie sich in der rechten Seitenkapelle.
Lange Zeit galt diese erste Fassung als verloren bzw. waren ihre Provenienz und ihre Künstler in Vergessenheit geraten. Sie war nur noch aufgrund der Literatur bekannt. Im Rahmen der Vorbereitungen für die Ausstellung Caravaggio e i Giustiniani 2001 in Rom entdeckten zwei Kunsthistorikerinnen diese erste Fassung des Christus in Bassano Romano. Seither wird sie von den Benediktinern, die die Kirche und das Kloster betreuen, für Ausstellungen im In- und Ausland zur Verfügung gestellt, z. B. 2017 zur Ausstellung Michelangelo & Sebastiano in der National Gallery (London).

## Zweite Fassung – Der auferstandene Christus in der Santa Maria sopra Minerva
Obwohl die Erben den vereinbarten Vorschuss noch nicht gezahlt hatten, besorgte Michelangelo 1518 einen neuen Marmorblock, ähnlich groß, nur erheblich tiefer und begann 1519 in seiner Werkstatt in Florenz die Arbeit an der zweiten Fassung der Statue. Im April 1520 war diese fertig gestellt und zum Abtransport nach Rom bereit. Nach endgültiger Zahlung der Restsumme durch die Erben im Januar 1521 wurde sie im März auf dem Seeweg über Civitavecchia nach Rom transportiert, wo sie im Juni/Juli an der Ripa Grande eintraf. Pietro Urbano da Pistoia, ein Gehilfe Michelangelos, wurde mit der Begleitung, der endgültigen Bearbeitung der unfertigen Teile sowie der Aufstellung in der Basilika von Santa Maria sopra Minerva betraut. Im September 1521 schreibt Sebastiano del Piombo alarmierend seinem Freund Michelangelo, dass Pietro Urbano bei den Arbeiten den rechten Fuß, die rechte Hand, die Nase und den Bart verdorben habe. Michelangelo betraute daraufhin den florentinischen Bildhauer Federigo Frizzi, aus der Werkstatt Giovanni da Reggio mit der Fertigstellung der Skulptur. Dieser hatte bereits 1519 den Auftrag von Michelangelo erhalten, die Ädikula zur Aufstellung der Statue in der Kapelle Porcari zu entwerfen und auszuführen. Die Enthüllung des Christus erfolgte am 27. Dezember 1521. Da Michelangelo den ursprünglich vorgesehenen Ort als zu düster empfand, einigte man sich mit den Auftraggebern den Christus an dem viel prominenteren Platz vor dem linken Chorpfeiler aufzustellen. Die Stifter verewigten sich in einer, heute verlorenen, Inschrift mitsamt deren Wappen. Im Zuge der Umgestaltung der Kirche und der Verlegung des Hauptaltars (1848–1855) wurden Altar, Ädikula und die Inschrift an der Statue entfernt. Damit erhielt sie die heutige Aufstellung.

## Beschreibung

Der auferstandene Christus, zweite Fassung
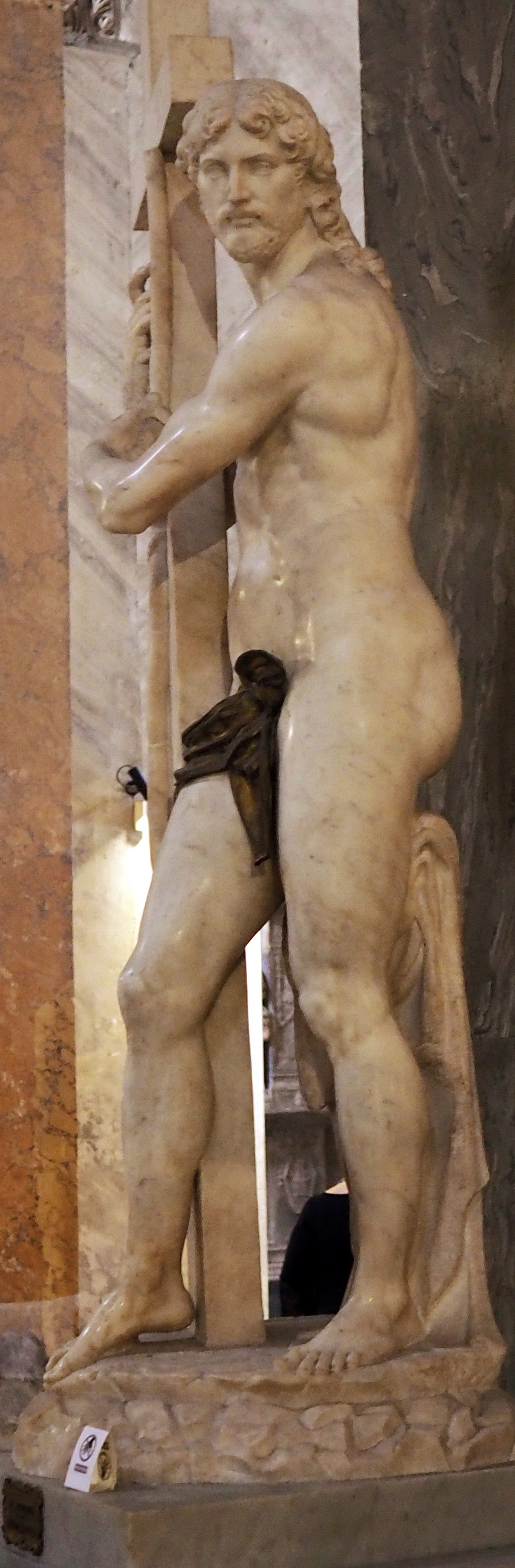
Ansicht links
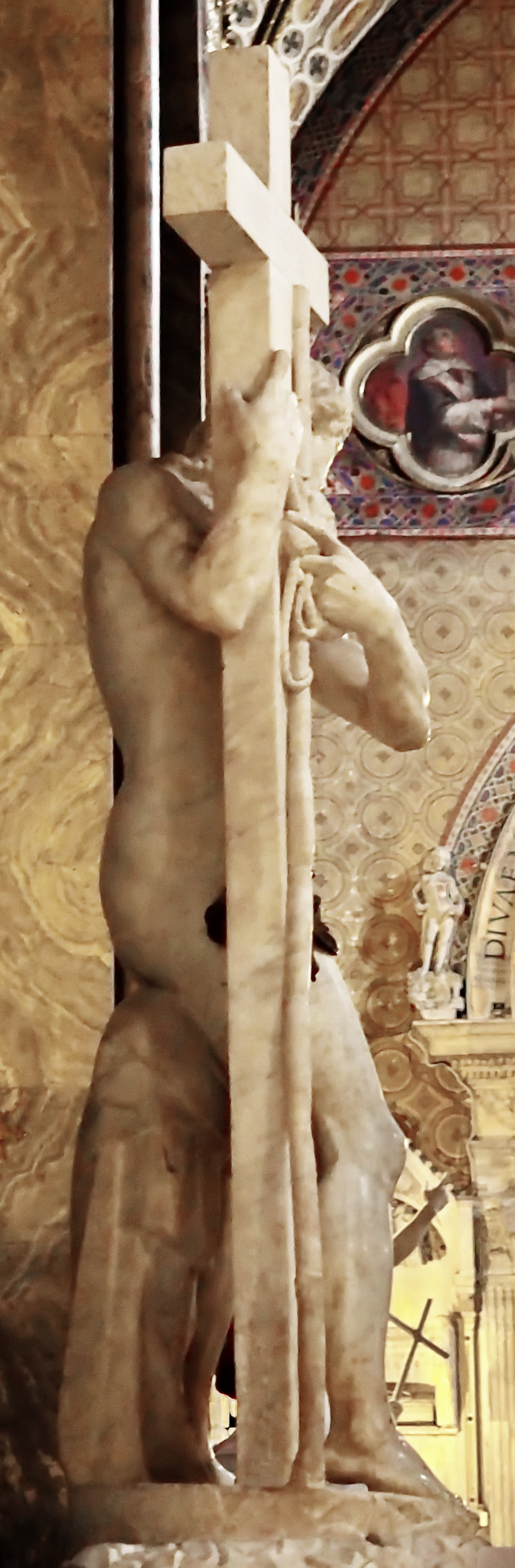
Ansicht rechts
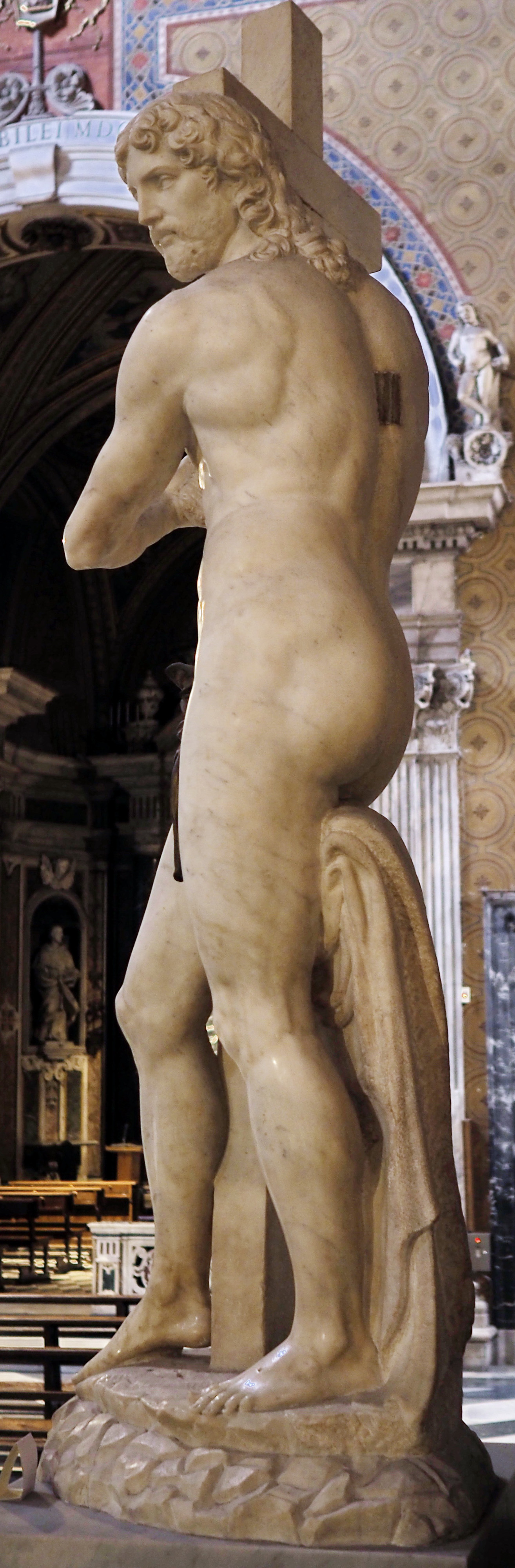
Ansicht von hinten

Die Grundelemente des Werkes sind im Auftrag vorgegeben, Michelangelo wird die künstlerische Freiheit der Gestaltung eingeräumt. Der ausgeprägt muskulöse Körper ist der eines Mannes mittleren Alters in perfekter anatomischer Formung, nach dem antiken Schönheitsideal. Zu seiner Linken, in seinem sehnig kräftigen Arm, hält er ein ihn überragendes großes Kreuz, umfasst von seiner Hand. Davor in seiner rechten Hand einige der Leidenswerkzeuge Jesu: Rohr, Essigschwamm und der Strick, mit dem er ans Kreuz gebunden war. Das Kompositionsschema in der Körperhaltung ist von der spiralförmigen Drehung des Körpers bestimmt, die von Michelangelo weiterentwickelt und zum Vorbild für nachfolgende Generationen werden sollte. Das vom Kreuz abgewandte Haupt mit der demutsvollen und verletzlich wirkenden Nackenlinie gestaltete der Künstler nach dem traditionellen Antlitz Christi, mit wallendem Haaren und Kinnbart, der Blick in die Ferne gerichtet. Die umgreifende Armbewegung erinnert an die Statue des Apoxyomenos des Lysipp, ebenso die Drehung der Hüfte, die sich im linken ausschreitenden Bein fortsetzt und so die Beinstellung des klassischen Kontrapost wiedergibt. Die Zehen des detailliert ausgearbeiteten linken Fußes ragen über den Felshügel hinaus. Die Ambivalenz und die Dynamik der gegenläufigen Bewegungen von Blick und Körper erinnert auch an Raffaels Galatea aus dem Fresko der Villa Farnesina, die Michelangelo während eines Romaufenthalts 1517 aufsuchte. Die Figur steht fest auf einem Felsen, dahinter über einen Stumpf geglitten, das Leichentuch. Sebastiano del Piombo schreibt in seinem Brief vom 6. September 1521: [Allein] die Knie dieser [Christus]Figur sind mehr wert als ganz Rom. Und Giorgio Vasari bezeichnete 1568 die Statue als äußerst bewundernswerte Figur.
Seit Ende des 16. Jahrhunderts wird die Christus-Figur als Gnadenbild verehrt, was dazu führte, dass der Ordensgeneral Antonio Cloche (1686–1720) den rechten Fuß des Christus mit Messing umhüllen ließ, damit er den Küssen der überwiegend weiblichen Pilger standhielt. Im Zuge der Restaurierungen des 19. Jahrhunderts wurde diese wieder entfernt.

## Ikonographie und Aktdarstellung
Bis zu Beginn des 20. Jahrhunderts war die Statue in der Literatur als „Christus“ oder „Christus der Minerva“ (Ferdinand Gregorovius, Jacob Burckhardt, Max Sauerlandt u. a.) bezeichnet. Henry Thode sah in ihm den Schmerzensmann (1908), Charles de Tolnay bezeichnet ihn 1948, bezugnehmend auf eine Quittung Metello Varis an Michelangelo 1532, in der er bestätigt, eine “freistehende, nackte Figur empfangen zu haben, welche die Auferstehung unseres Herrn bedeutet”, als ‘’Auferstandenen Christus mit den Passionswerkzeugen, also den Schmerzensmann’’, obgleich sämtliche Wundmale oder Gesten des Leidens fehlen. Weitere ikonographische Zuordnungen nehmen Bezug auf die Darstellung als Adam, die die Nacktheit der Figur zu rechtfertigen sucht. Gerda Panofsky sieht in ihm den „Neuen Adam“, der Sünde und Tod des Alten Adam überwand, gemäß dem apokryphen Nikodemusevangelium, in dem Christus auf seiner Höllenfahrt den in der Unterwelt schmachtenden Seelen die Frohbotschaft verkündet und ihnen zum Trost sein Kreuz zurückließ. Frommel deutet den Sinngehalt der Statue, den Gläubigen die Auferstehung der Seele und des Körpers zu verheißen, wie Augustinus in seiner Schrift De civitate Dei beschreibt.
Einzigartig an Michelangelos Figur bleibt die nackte Darstellung des erwachsenen Christus, was selbst zur Zeit der Hochrenaissance eine Ausnahme und ein bedeutender Tabubruch war. Er kann die antike göttliche Darstellung mit der christlichen Ikonografie verbinden, indem er sich auf die Bibel beruft und sich rechtfertigt, dass Jesus mit einem Leichentuch in ein ausgehauenes Grab gelegt wurde und Petrus im leeren Grab nur noch die Tücher vorfand, Jesus also im Moment der Auferstehung nackt gewesen sei (Lukas 24,12; Johannes 20,6). Allerdings muss dies von höchsten Ordens- und Glaubensvertretern mit getragen worden sein, andernfalls wäre dieser Auftrag nicht zur Ausführung gekommen. Erstmals im Kruzifix von Santo Spirito in Florenz hatte Michelangelo die in der Renaissance wieder entdeckte physische Schönheit des Menschen künstlerisch umgesetzt und Christus am Kreuz ohne Lendentuch geschnitzt. Auch in anderen Werken hat er das antike Schönheitsideal beschworen und seine Vorstellung vom Paradies, insbesondere in seinem Fresko Sündenfall und Vertreibung aus dem irdischen Paradies, Ausdruck verliehen.
Nach dem Konzil von Trient, das die Darstellung schamloser Schönheit verbot, kam die Skulptur einer Provokation gleich. Zwischen 1546 und 1638 verstümmelte ein von seinem Gewissen geplagter Mönch das männliche Glied, weshalb um die bis dahin nackte Figur ein Lendentuch aus Stoff geknotet werden musste. Ein Lendentuch aus Bronze trägt die Statue bis heute.

## Kopien
Bis in das 18. Jahrhundert galt die Statue unter Kunstkennern als die Krönung aller Werke Michelangelos und war Sinnbild tiefster Verehrung von unzähligen Gläubigen. Viele europäische Fürsten und Kleriker bemühten sich, einen Abguss oder eine Kopie des bewunderten Bildwerks für ihre Sammlungen zu erhalten. Für viele Maler und Bildhauer war sie Gegenstand der Inspiration und Nachahmung.
Auch Wilhelm V., Herzog von Bayern, nutzte seine diplomatischen Beziehungen nach Rom, um einer Kopie habhaft zu werden. Nach einigen Schwierigkeiten trafen tatsächlich 1579 Gipsformen für die Herstellung eines Abgusses in Bayern ein. Friedrich Sustris beschwerte sich, sie seien schon oft gebraucht und schlecht, aber er hat doch dem Herzog zugesagt, einen Wachsguss daraus zu gewinnen. Ob ein Gipsabguss folgte, ist nicht belegt. Das Vorbild vor Augen, konnte daraufhin der am bayerischen Hof tätige Renaissancebildhauer Hubert Gerhard eine kleinere Kopie aus Terrakotta für die Reiche Kapelle des Herzogs herstellen. Vermutlich gehörte bereits die Ölvergoldung zur damaligen Ausstattung.
Gegen Ende des 18. Jahrhunderts verlor sich jedoch das Interesse an dem Christus und er geriet beinahe in Vergessenheit. Erst durch die Entdeckung der 1. Fassung rückte er in Kunstkreisen wieder mehr in das Blickfeld des Diskurses.

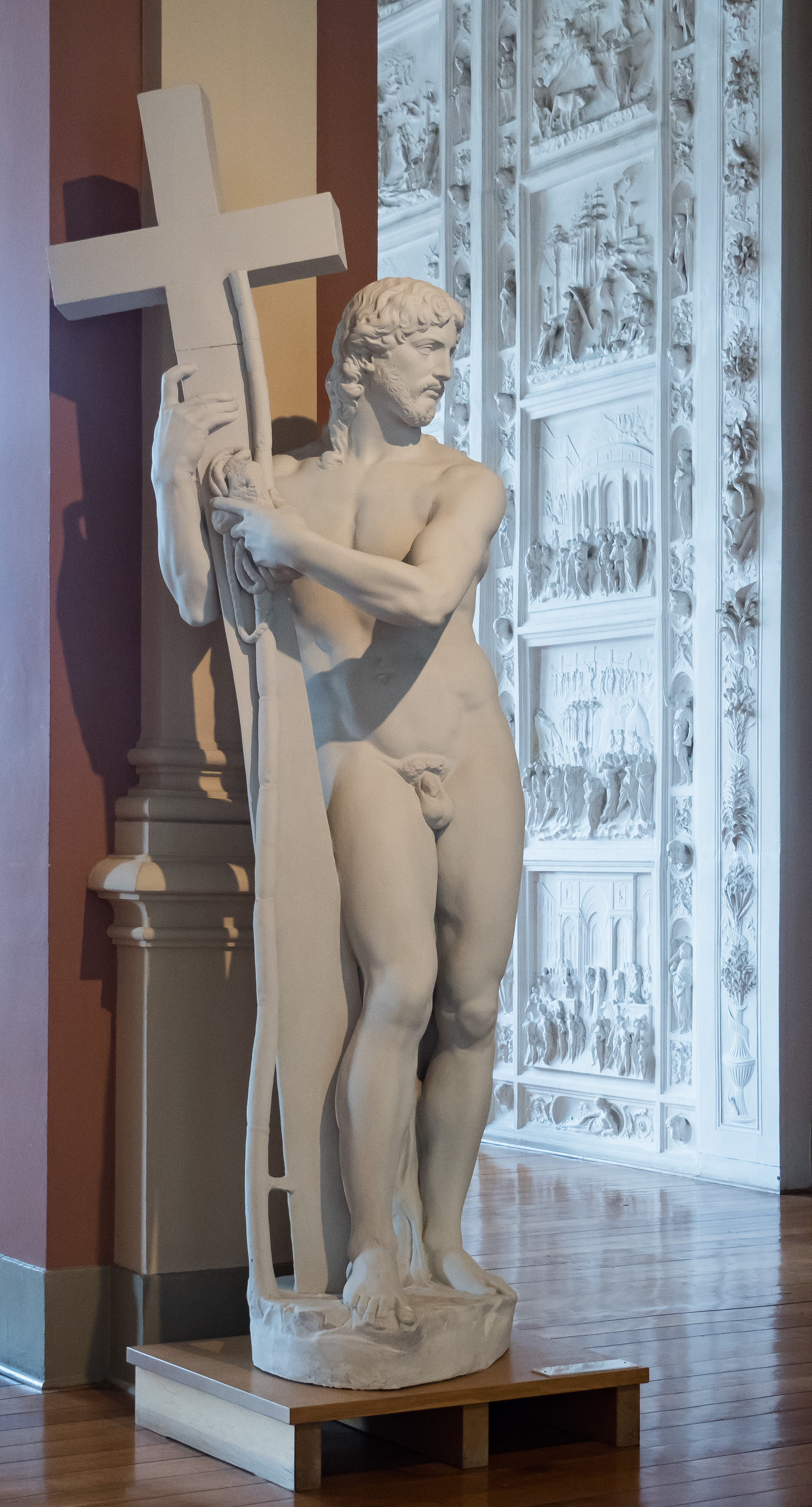
Kopie „Der auferstandene Christus“, Lindenau-Museum, Altenburg
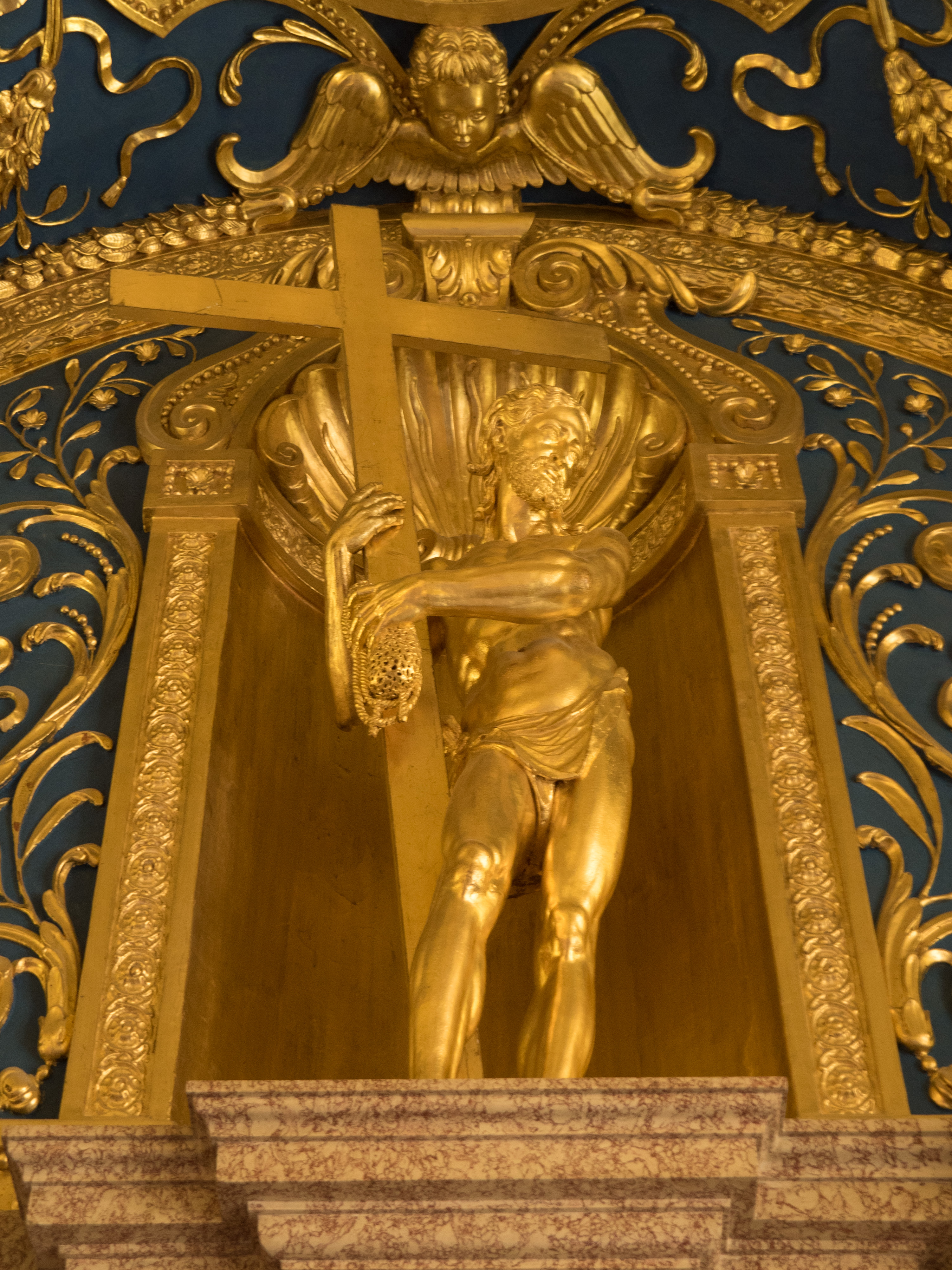
„Der auferstandene Christus“ von Hubert Gerhard, Münchner Residenz, Reiche Kapelle